# پافشاری بر باورها
پافشاری بر باورها (به انگلیسی: Belief perseverance)
، که گاهی به آن محافظه‌کاری مفهومی (به انگلیسی: conceptual conservatism) یا مقاومت در برابر واقعیت (به انگلیسی: Fact Resistance) نیز گفته می‌شود، به معنای حفظ یک باور یا عقیده در مواجهه با اطلاعات جدیدی است که آن باور را رد می‌کند. فرضیه اولیه‌ای که بر آن پافشاری می‌شود، به‌عنوان فرضیهٔ اولیهٔ سرسخت (به آلمانی: hartnäckige erste Hypothese) شناخته می‌شود. پافشاری بر باورها یکی از انواع سوگیری‌های شناختی می‌باشد. این سوگیری‌ها، خطاهایی هستند ذهنی که به صورتی نظام‌مند به گرایش، نگرش، وهم یا باوری غلط منجر می‌شوند و در تصمیم‌گیری، استدلال، ارزیابی، یادآوری، ادراک و شناخت افراد تأثیر می‌گذارند.
از آن‌جا که عقلانیت نیاز به انعطاف‌پذیری مفهومی دارد، پافشاری بر باورها با این دیدگاه که انسان‌ها گاهی اوقات به‌طور غیرعقلانی عمل می‌کنند، سازگار است. فیلسوف آلمانی تبارِ انگلیسی فردیناند شیلر (F. C. S. Schiller) بر این باور است که پافشاری بر باورها باید «جزو قوانین بنیادین طبیعت» شمرده شود.

## علل پافشاری بر باورها
علت‌های پافشاری بر باورها هنوز به‌طور کامل روشن نشده‌اند. آزمایش‌های انجام‌شده در دهه ۲۰۱۰ نشان می‌دهند که فرآیندهای شیمی عصبی در مغز، مسئول گرایش قوی به یادگیری پاداش‌ها هستند. فرآیندهای مشابه ممکن است زیرساخت‌های پافشاری بر باورها را توضیح دهند.
پیتر مریس جامعه‌شناسِ بریتانیایی‌آمریکایی (Peter Horsey Marris) بر این عقیده است که  فرآیند کنار گذاشتن یک باور مشابه با فرآیند غم و اندوه است. او می‌گوید: «تمایل به دفاع از پیش‌بینی‌پذیری زندگی یک اصل بنیادین و جهانی در روان‌شناسی انسان است.» انسان‌ها «نیاز عمیق و اصراری به پیوستگی و ثبات دارند.» مورگان اسلاشر و کریگ اندرسون (۱۹۸۹) اشاره می‌کنند که زمانی که باورها شکل گرفتند، معمولاً مقاومت زیادی در برابر تغییر از خود نشان می‌دهند. مطالعات مختلف فرضیه‌ای را حمایت کرده‌اند که این پدیده ممکن است به این دلیل باشد که فرد توضیحاتی می‌سازد که باورهایش را تأیید می‌کند.
جاناتان بارون روانشناس آمریکایی (Jonathan Baron) معتقد است یک انگیزه ی اجتماعی وجود دارد، زیرا فرد ممکن است فکر کند تغییر نظر در نظر دیگران ناپسند است و بنابراین، با حفظ موضع خود، نشان‌میدهد که صداقت و اعتماد به نفس دارد. «ایجاد یک دفاع (یک‌طرفه) برای قانع کردن دیگران (یا خود) از درست بودن یک موضع که قبلاً از صحتِ آن "مطمئن" است.» 
برخی‌ از روانشناسان معتقدند که سه نوع از پافشاری بر باورها وجود دارد: یکی «برداشت‌ها در مورد خود»، دیگری «برداشت‌های اجتماعی» مثلِ باورها درباره‌ی افراد خاص و سومی «نظریه‌های ساده‌انگارانه» درباره‌ی چگونگی عملکرد جهان.

## شواهدی ازروان‌شناسی تجربی
طبق گفتهٔ لی راس (Lee David Ross) و کریگ اندرسون (Craig A. Anderson)، «باورها در برابر شواهد تجربی که منطقی ویرانگر به نظر می‌رسند، به طرز قابل توجهی مقاوم هستند».
آزمایش‌های زیر می‌توانند با استفاده از مفهوم پافشاری بر باورها توضیح داده شوند.
اولین مطالعه در مورد پافشاری بر باورها توسط فستینگر، ریکن و شاختر انجام شد. این روان‌شناسان زمانی را با یک فرقه گذراندند که اعضای آن معتقد بودند جهان در ۲۱ دسامبر ۱۹۵۴ به پایان خواهد رسید. پس از اینکه پیش‌بینی آن‌ها به حقیقت نپیوست، اکثر پیروان همچنان بر عقیده خود مصمم ماندند. در بررسی ارزیابی مجدد تخمین‌های احتمالاتی با توجه به اطلاعات جدید، شرکت‌کنندگان تمایل واضحی به نادیده گرفتن اطلاعات جدید نشان دادند.
در مطالعه‌ای دیگر لی راس و کریگ اندرسون برخی از شرکت‌کنندگان را به اشتباه به این باور رساندند که همبستگی مثبتی بین تمایل به خطرپذیری یک آتش‌نشان و عملکرد شغلی او وجود دارد. به دیگر شرکت‌کنندگان گفته شد که این همبستگی منفی است. پس از توضیح و آگاهی کامل شرکت‌کنندگان از عدم وجود همبستگی بین تمایل به ریسک و عملکرد، آن‌ها همچنان در مصاحبه‌های بعدی به پافشاری بر باورهای خود ادامه دادند.
این‌گونه آزمایش‌ها نشان می‌دهند که حتی زمانی که با مفاهیم ایدئولوژیکیِ بی‌طرف از واقعیت روبه‌رو می‌شویم، اگرچه این مفاهیم به‌تازگی کسب شده باشند یااز منابع ناشناخته منتقل شده باشند و رد آن‌ها برای ما هزینه یا ریسکی هم به همراه نداشته باشد، ما باز هم در طول زمان تمایل داریم که این مفاهیم را در سطح کلامی نپذیریم و در عمل از آن‌ها دست نکشیم، حتی اگر آزمایش‌ها و پیشگویی‌های بعدی آنها را کاملاً رد کنند.

## نمونه‌های «پافشاری بر باورها» در زمینه‌های مختلف
پافشاری بر باورها در مواجهه با شواهد جدید می‌تواند در زمینه‌های مختلف زندگی انسان‌ها مشاهده شود. در این بخش، به برخی از مثال‌های رایج این پدیده در جنبه‌های مختلف اجتماعی، فرهنگی و علمی پرداخته می‌شود.
- پیش‌بینی طالع‌بینی: فرض کنید شخصی به‌طور مرتب طالع‌بینی روزانه خود را می‌خواند و همیشه معتقد است که این طالع‌بینی‌ها درست است. حتی اگر در چندین موقعیت طالع‌بینی او اشتباه از آب درآید، این فرد همچنان به طالع‌بینی‌های خود اعتقاد دارد و آن‌ها را به عنوان دلیلی برای تصمیمات روزانه‌اش می‌پذیرد.
- درک غلط از ورزش: فرض کنید فردی باور دارد که برای کاهش وزن باید فقط دویدن طولانی‌مدت انجام دهد و از رژیم غذایی مناسب غافل است. حتی وقتی که می‌بیند دیگران با ورزش‌های متنوع و تغذیه مناسب موفق به کاهش وزن می‌شوند، باز هم به باور خود ادامه می‌دهد که تنها دویدن باعث لاغری می‌شود.
- یادگیری در مدرسه: یک دانش‌آموز همیشه بر این باور است که یادگیری از طریق حفظ کردن بهتر از یادگیری از طریق فهمیدن است. حتی وقتی معلمان و همکلاسی‌ها به او نشان می‌دهند که روش‌های یادگیری فهمیدنی بسیار مؤثرتر هستند، او همچنان به روش حفظ کردن پافشاری می‌کند.
- خرید: شخصی همیشه به خرید محصولات خاص از یک برند خاص اعتقاد دارد و هرگز برندهای دیگر را امتحان نمی‌کند. حتی زمانی که بررسی‌های مختلف نشان می‌دهند که سایر برندها کیفیت بالاتری دارند، این فرد همچنان به برند قبلی وفادار می‌ماند و هیچ‌گاه به پیشنهادهای دیگر توجه نمی‌کند. یا یک جمله معروف که در اذهان بسیاری از مشتریان جا افتاده: «هرچه گرانتر باشد، کیفیتش هم بهتر است.»
- نظریه توطئه مربوط به زلزله‌های مصنوعی:[۱۶] برخی افراد در ایران معتقدند که برخی از زلزله‌ها به‌طور عمدی توسط کشورهای خارجی یا دولت ایران به‌منظور کنترل جمعیت یا تأثیرگذاری بر روندهای سیاسی ایجاد می‌شوند. در بین مردم ساده کوچه و خیابان و در فضای مجازی شایعه شد که زلزلهٔ شهرستان مَلارد، مرز استان تهران و البرز در ایران مرتبط با آزمایش‌ها و فعالیت‌های هارپ است[۱۷] همچنین برعکس برخی زلزله تهران را به آزمایش‌های هسته‌ای سپاه داخل ایران مرتبط دانستند.[۱۷] این افراد به‌شدت به این باور پافشاری می‌کنند، حتی زمانی که شواهد علمی و طبیعی نشان می‌دهند که زلزله‌ها نتیجهٔ فعالیت‌های زمین‌شناسی هستند و هیچ ارتباطی با دخالت انسانی ندارند. اما هیچگونه سند یا مدرک مستدل علمی در پشتیبانی از تأثیرات هارپ و ادعاهای مربوطه تا کنون در مجامع علمی مطرح یا منتشر نگردیده، و توسط بسیاری از منتقدین، «افسانه» و «نظریات توطئه‌انگیز» اطلاق گردیده‌اند.[۱۸]
- ترکیب کرونا و روغن بنفشه: برخی از مردم در دوران پاندمی کرونا بر اساسِ تبلیغاتِ تلگرامیِ یک شیادِ طبی[۱۹] معتقد بودند که روغن بنفشه می‌تواند به‌طور معجزه‌آسا از ابتلا به ویروس کرونا جلوگیری کند یا حتی بیماری را درمان کند. این باور در بین برخی از مردم رواج پیدا کرد، حتی زمانی که سازمان‌های بهداشتی و پزشکان تأکید می‌کردند که هیچ شواهد علمی برای اثربخشی روغن بنفشه در مقابله با کرونا وجود ندارد. با وجود هشدارها و اطلاعات علمی مبنی بر این که پیشگیری از کرونا نیازمند واکسیناسیون و رعایت پروتکل‌های بهداشتی است، برخی افراد به پافشاری بر استفاده از روغن بنفشه به‌عنوان یک درمان یا پیشگیری ادامه دادند و آن را جایگزین روش‌های معتبر پزشکی می‌کردند.[۲۰]